# Football Club Igea Virtus Barcellona 2001-2002
Questa voce raccoglie le informazioni riguardanti  il Football Club Igea Virtus Barcellona nelle competizioni ufficiali della stagione 2001-2002.

## Rosa
| N. |                   | Ruolo | Calciatore            |
| -- | ----------------- | ----- | --------------------- |
| -  | Italia (bandiera) | C     | Salvatore Aiello      |
| -  | Italia (bandiera) | D     | Giuseppe Alizzi       |
| -  | Italia (bandiera) | C     | Mirco Camarda         |
| -  | Italia (bandiera) | C     | Fabio Caserta         |
| -  | Italia (bandiera) | D     | Michele Cataldi       |
| -  | Italia (bandiera) | D     | Salvatore Colletto    |
| -  | Italia (bandiera) | A     | Angelo Corona         |
| -  | Italia (bandiera) | P     | Daniele Corsi         |
| -  | Italia (bandiera) | C     | Girolamo D'Alessandro |
| -  | Italia (bandiera) | C     | Carmelo Formisano     |
| -  | Italia (bandiera) | A     | Salvatore Frisenda    |

| N. |                   | Ruolo | Calciatore            |
| -- | ----------------- | ----- | --------------------- |
| -  | Italia (bandiera) | D     | Carmelo La Spada      |
| -  | Italia (bandiera) | P     | Gianni Merletti       |
| -  | Italia (bandiera) | C     | Francesco Millesi     |
| -  | Italia (bandiera) | D     | Antonino Panarello    |
| -  | Italia (bandiera) | D     | Cristiano Parisi      |
| -  | Italia (bandiera) | D     | Walter Paruta         |
| -  | Italia (bandiera) | A     | Antonino Piccolo      |
| -  | Italia (bandiera) | A     | Giuseppe Rosa         |
| -  | Italia (bandiera) | C     | Michele Sciannimanico |
| -  | Italia (bandiera) | A     | Francesco Semplice    |
| -  | Italia (bandiera) | C     | Boris Trionfante      |